# Viktoria Bürgler
Viktoria Bürgler (* 24. Februar 2004) ist eine österreichische Skirennläuferin. Sie startet in den Speedisziplinen Abfahrt und Super-G sowie im Riesenslalom.

## Karriere
Bürgler stammt aus Dienten am Hochkönig und startet für den dortigen Skiclub. Ihr internationales Renndebüt gab sie am 9. November 2020 bei einem FIS-Riesenslalom in Solda. Ihr erstes internationales Großereignis bestritt sie 2022 bei den Juniorenweltmeisterschaften in Panorama. Dort belegte sie als bestes Ergebnis den 9. Platz in der Abfahrt. Bis zu diesem Zeitpunkt war Bürgler hauptsächlich bei FIS-Rennen sowie vereinzelt im Europacup gestartet.
Ihren bisher größten Erfolg feierte sie 2024 bei den Juniorenweltmeisterschaften als sie sowohl im Super-G als auch in der Team-Kombination die Silbermedaille gewann. Letztere gewann sie gemeinsam mit Natalie Falch.
Am 9. März 2024 gab Bürgler beim Riesenslalom von Åre ihr Weltcupdebüt, wobei sie die Qualifikation für den zweiten Durchgang verpasste.
Zu Saisonende gewann sie ihren ersten Staatsmeistertitel.
Am 2. Dezember 2024 gewann Bürgler beim Riesenslalom in Zinal ihr erstes Rennen im Europacup. Bürgler profitierte dabei von der Disqualifikation der ursprünglichen Siegerin, Ambra Pomare aus Italien.
Bei den Juniorenweltmeisterschaften 2025 in Tarvisio konnte Bürgler gemeinsam mit Falch die Goldmedaille in der Team-Kombination gewinnen.

## Erfolge

### Juniorenweltmeisterschaften
- Panorama 2022: 9. Abfahrt, 14. Super-G, 18. Alpine Kombination, 20. Riesenslalom
- St. Anton 2023: 6. Mannschaft, 7. Abfahrt, DNF Super-G, DNF Riesenslalom
- Haute-Savoie 2024: 2. Super-G, 2. Team-Kombination, 14. Abfahrt, DNF Riesenslalom
- Tarvisio 2025: 1. Team-Kombination, 14. Super-G, DNF Abfahrt

### Europacup
- 4 Platzierungen unter den besten 10, davon ein Sieg

| Datum            | Ort   | Land    | Disziplin    |
| ---------------- | ----- | ------- | ------------ |
| 2. Dezember 2024 | Zinal | Schweiz | Riesenslalom |

### South American Cup
- 2 Platzierungen unter den besten 10

### Weitere Erfolge
- Österreichische Meisterin im Riesenslalom 2024
- 8 Siege bei FIS-Rennen